# 林加延湾
林加延湾（英語：Lingayan Gulf）也称仁牙因湾，是菲律宾吕宋岛西北部的一处海湾，位于三描礼士山脉和中科迪勒拉山脉之间，其周边有邦阿西楠省和拉乌尼翁省。

## 地理

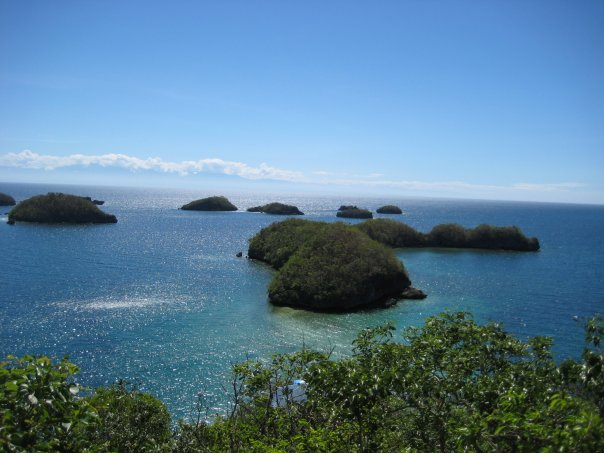
百岛国家公园

林加延湾内有众多的岛屿，其中最著名岛屿都位于百岛国家公园内。林加延湾最大的岛屿是卡巴鲁延岛。
拉布拉多至圣法比安的海岸线是灰砂沙滩，其他著名海滩还包括博利瑙和圣费尔南多。由于底部遍布砂石，因此林加延湾的海水颜色较暗。湾内的珊瑚礁在爆炸捕鱼活动中被毁，目前正在努力恢复中，特别是在百岛国家公园内。
林加延湾沿岸建有众多的城市，例如达古潘、阿拉米诺斯和圣费尔南多。邦阿西楠省省会林加延也位于林加延湾畔。

## 历史
第二次世界大战期间，林加延湾是重要的战略战场。1941年12月22日，日本第14方面军在本间雅晴的指挥下从林加延湾东部登陆，在与装备低劣的美军和菲军进行了小规模的冲突后，成功占领林加延湾。次日，道格拉斯·麦克阿瑟命令从吕宋岛撤离到巴丹半岛。此后三年，林加延一直处于日军控制之下。
1945年1月9日上午9时30分，美国第6集团军68,000名士兵在海军炮火的支援下发起登陆。之后数天，共有203,608名士兵在林加延登陆。
虽然成功将日本驻军从林加延湾驱离，但美军也损失惨重，尤其是护卫舰队遭到神风特攻队的自杀式袭击。从1月4日至12日，总计24艘舰艇被击沉，67艘舰艇受损，包括密西西比号战列舰、科罗拉多号战列舰、路易斯维尔号重巡洋舰、哥伦比亚号轻巡洋舰、朗号驱逐舰和霍维号驱逐舰。
在成功登陆后，林加延湾成为供给站，为美菲联军进攻马尼拉、吕宋以及冲绳提供后勤保障。